# Zethus diminutus
Zethus diminutus är en stekelart som beskrevs av Fox 1899. Zethus diminutus ingår i släktet Zethus och familjen Eumenidae. Utöver nominatformen finns också underarten Z. d. santaremae.